# Dänisches Löffelkraut
Das Dänische Löffelkraut (Cochlearia danica) ist eine Pflanzenart aus der Gattung Löffelkräuter (Cochlearia) innerhalb der Familie der Kreuzblütengewächse (Brassicaceae).

## Beschreibung

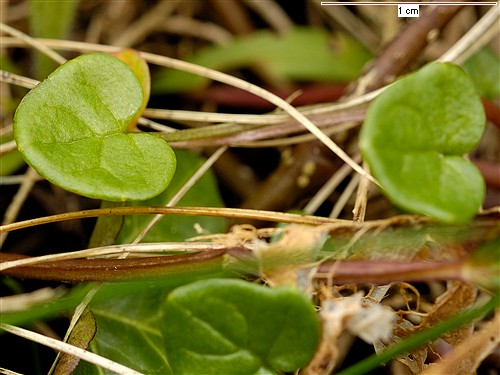
Typische Blattform

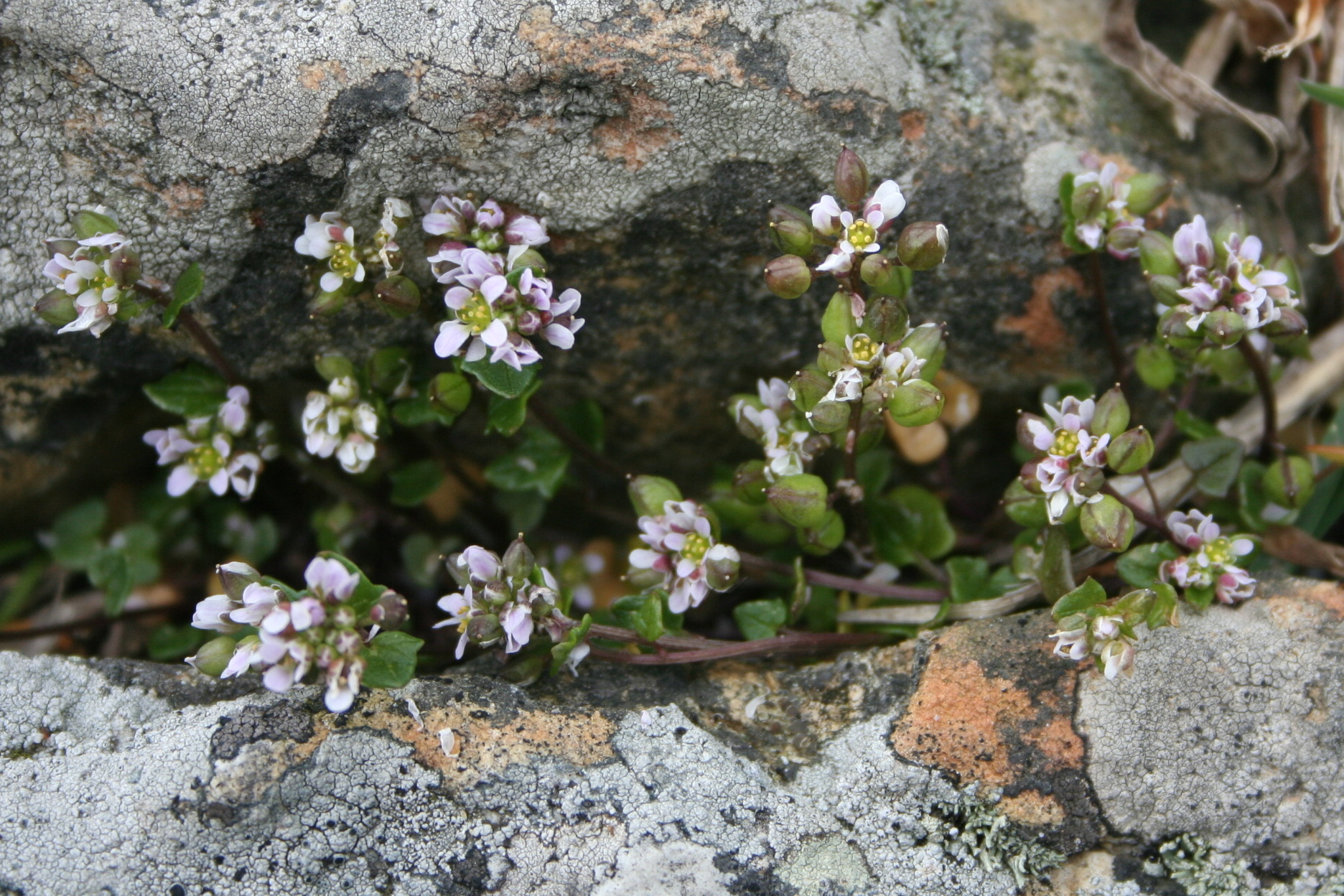
Habitus im Habitat

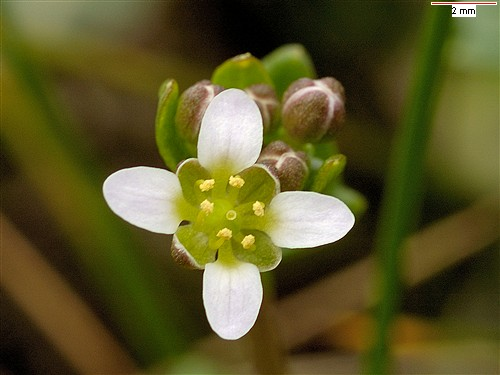
Blüte

### Vegetative Merkmale
Das Dänische Löffelkraut wächst als zweijährige krautige Pflanze und ist mit Wuchshöhen von nur 10 bis 20 Zentimetern recht klein und kompakt.
Die Laubblätter sind in einer grundständigen Rosette und am Stängel verteilt angeordnet. Den Namen hat diese Gattung Löffelkraut von der Form ihrer fleischigen Laubblätter. Die dreieckigen bis herzförmigen, fast ganzrandigen Grundblätter sind etwa 1 Zentimeter lang und ebenso breit. Wegen der kurzen Blütezeit sind die Grundblätter für die Bestimmung das wichtigste Merkmal. Die unteren bis mittleren Stängelblätter sind gestielt und drei- bis siebenlappig (efeuähnlich). Die obersten Blätter sind sitzend ohne stängelumfassende Öhrchen.

### Generative Merkmale
Die kurze Blütezeit reicht von April bis Mai. In einem anfangs schirmtraubigen, später durch deutliche Streckung der Blütenstandsachse bis zur Fruchtreife, traubigen Blütenständen stehen viele Blüten zusammen.
Die zwittrige Blüte ist vierzählig mit doppelter Blütenhülle. Die vier weißen Kronblätter sind 2,5 bis 4,5 Millimeter lang und in eine länglich-elliptische Platte, die in einen kurzen Nagel verschmälert ist, gegliedert. Es sind oft nur vier Staubblätter vorhanden.
Die Fruchtstiel ist ziemlich kräftig und kantig. Das Schötchen ist bei einer Länge von 4 bis 6 Millimetern eiformig bis rundlich. Es sind in jeden Fruchtfach fünf bis sieben Samen enthalten. Die Samen sind mit einer Länge von kaum 1 Millimetern relativ kleine und eiförmig oder ellipsoid. Die Samenschale ist rot- bis dunkelbraun und fein stumpfhöckerig warzig.

### Chromosomensatz
Die Chromosomengrundzahl beträgt x =7; es liegt Hexaploidie mit einer Chromosomenzahl von 2n = 42 vor.

## Ökologie
Beim Dänischen Löffelkraut handelt es sich um einer Therophyten.
Das Dänische Löffelkraut ist ein Halophyt, das heißt, es wächst, wenn der Salzgehalt im Boden eine gewisse Höhe hat. Bei mehr als 0,5 % Salzgehalt (gering bis mäßig) in den Böden stellt es sein Wachstum ein. Sein Schutz gegen übermäßige Versalzung besteht darin, alte salzhaltige Blätter abzuwerfen. Deshalb sind die unteren Laubblätter seiner Grundrosette stets vergilbt und abgestorben.
In den Schötchen reifen bis spätestens August Samen heran und das Pflanzenexemplar stirbt ab. Doch bereits im September keimt eine neue Generation heran und bildet kräftige Blattrosetten. Die Überwinterung als nahezu erwachsenes Pflanzenexemplar erlaubt dem Dänischen Löffelkraut den frühen Blühbeginn ab April, wenn noch kein Gras hoch genug ist, um ihm das Sonnenlicht zu nehmen.
Die Bestäubung erfolgt über Selbst- oder Insektenbestäubung.
Die Ausbreitung der Diasporen erfolgt durch Tiere (Klettausbreitung), über Selbstausbreitung und Windausbreitung.

## Vorkommen
Es gibt Fundortangaben für die europäischen Länder Deutschland, Niederlande, Belgien, Luxemburg, die Kanalinseln, Frankreich, Monaco, Andorra, Spanien, Gibraltar, Portugal, Dänemark, Schweden, Norwegen, Finnland, Estland, Polen, Ungarn, das Vereinigte Königreich und Irland. Das Dänische Löffelkraut ursprünglich an den europäischen Küsten von Atlantik, Nord- und Ostsee von West- über Mittel- und Ost- bis Nordeuropa.
Ab etwa 1980 machte es sich auf den Weg ins Binnenland und folgte dabei dem Lauf der Autobahnen. Als salztolerante Art „profitiert“ das Dänische Löffelkraut hier von dem winterlichen Streusalzeinsatz, der zu einer Versalzung der Böden an den Fahrbahnrändern führt. Genau auf diesen von Schmelzwasser getränkten, oft nur wenige Dezimeter breiten Randstreifen wächst das Dänische Löffelkraut, und nur auf diesen Sonderstandorten kann das Dänische Löffelkraut mit der heimischen Flora konkurrieren. Das Dänische Löffelkraut ist nicht mehr auf Autobahnen beschränkt, sondern wächst auch an vielen anderen Straßenrändern. Bevorzugte Wuchsorte sind aber nach wie vor häufig befahrene Straßenabschnitte, an denen oft Salz gestreut wird.
Wie das Englische Löffelkraut gehört das Dänische Löffelkraut zu den ersten Pflanzenarten, die im rauen Klima der Wattenufer und Salzwiesen bereits im April oder Mai blühen. Das Dänische Löffelkraut ist lichtliebend und zeigt gemäßigtes Seeklima an. Ihr Standort lässt auf leicht durchlässige sandige oder kiesige, oft überschwemmte Böden schließen. Im Küstenbereich wächst es meist auf mageren Böden, was ihm einen Vorteil gegenüber anderen Pflanzenarten verschafft. Meist wächst es am Wattufer und in den Salzwiesen, aber man kann es auch an Felsrändern finden, wo der salzige Wind die fehlende Überflutung weitgehend ausgleicht. Es ist an der Küste eine Charakterart des Sagino-Cochlearietum danicae aus dem Verband Saginion maritimae.
Die ökologischen Zeigerwerte nach Landolt et al. 2010 sind in der Schweiz: Feuchtezahl F = 3+w+ (feucht aber stark wechselnd), Lichtzahl L = 4 (hell), Reaktionszahl R = 4 (neutral bis basisch), Temperaturzahl T = 3+ (unter-montan und ober-kollin), Nährstoffzahl N = 4 (nährstoffreich), Kontinentalitätszahl K = 2 (subozeanisch), Salztoleranz 1 = tolerant.

## Taxonomie
Die Erstveröffentlichung von Cochlearia danica erfolgte 1753 durch Carl von Linné in Species Plantarum, Tomus II, S. 647. Das Artepitheton danica bedeutet „aus Dänemark“.

## Verwendung
Als Inhaltsstoffe des Dänischen Löffelskrauts bekannt sind Bitterstoffe und in hohem Maße Vitamin C.
Die Laubblätter des Dänischen Löffelkrauts können roh oder gekocht als Aromastoff in Salaten eingesetzt werden. Es hat einen scharfen senfartigen Geschmack, der nicht jedermanns Sache ist. Dabei soll es dem Echten Löffelkraut überlegen sein. Löffelkraut enthält sehr viel Vitamin C und wurde deshalb auf Segelschiffen, wo Frischgemüse völlig fehlte, eingesalzen als Schutz gegen die Vitaminmangelkrankheit Skorbut eingesetzt.